# 石井町立高川原小学校
石井町立高川原小学校（いしいちょうりつ たかがわらしょうがっこう）は、徳島県名西郡石井町高川原字高川原にある公立小学校。

## 沿革
- 1873年（明治6年） - 南島村・天神村により、玉元寺に南島小学校が開設される。
- 1875年（明治8年） - 見正寺に高川原小学校を設置。
- 1892年（明治25年）5月 - 村立高川原尋常高等小学校と改称。校舎新築。
- 1908年（明治41年） - 石井高川原組合高等小学校の組合を解く。
- 1912年（大正元年） - 洪水により床上浸水。
- 1926年（大正15年） - 高川原村立高川原尋常高等小学校と改称。
- 1941年（昭和16年）4月1日 - 名西郡高川原国民学校と改称。
- 1947年（昭和22年）4月1日 - 名西郡高川原小学校と改称。
- 1955年（昭和30年）3月31日 - 名西郡高川原村が同郡石井町へ編入されたのに伴い、石井町立高川原小学校と改称。
- 1960年（昭和35年） - プール竣工。
- 1975年（昭和50年）5月 - 創立100周年記念式典を挙行。
- 1983年（昭和58年）3月 - 鉄筋3階新校舎が竣工。
- 1988年（昭和63年）4月 - 校訓「真愛」を制定。
- 1994年（平成6年）3月 - 体育館を新築。
- 1999年（平成11年）4月 - 児童制服を廃し、服装を自由化する。

## 通学区域
- 石井町
  - 高川原

卒業生は基本的に石井町立石井中学校へ進学する。

## 周辺
- 高川原簡易郵便局 - ガソリンスタンドに併設されている。
- 飯尾川

## アクセス
- JR徳島線石井駅から北東へ900m。
- 徳島県道232号平島国府線沿い。

## 通学区域が隣接している学校
- 石井町立石井小学校
- 石井町立浦庄小学校
- 石井町立高原小学校
- 石井町立藍畑小学校
- 徳島市北井上小学校
- 徳島市南井上小学校